# 普安堂
普安堂是中国上海的一座基督教新教教堂。位于该市普陀区镇坪路。 

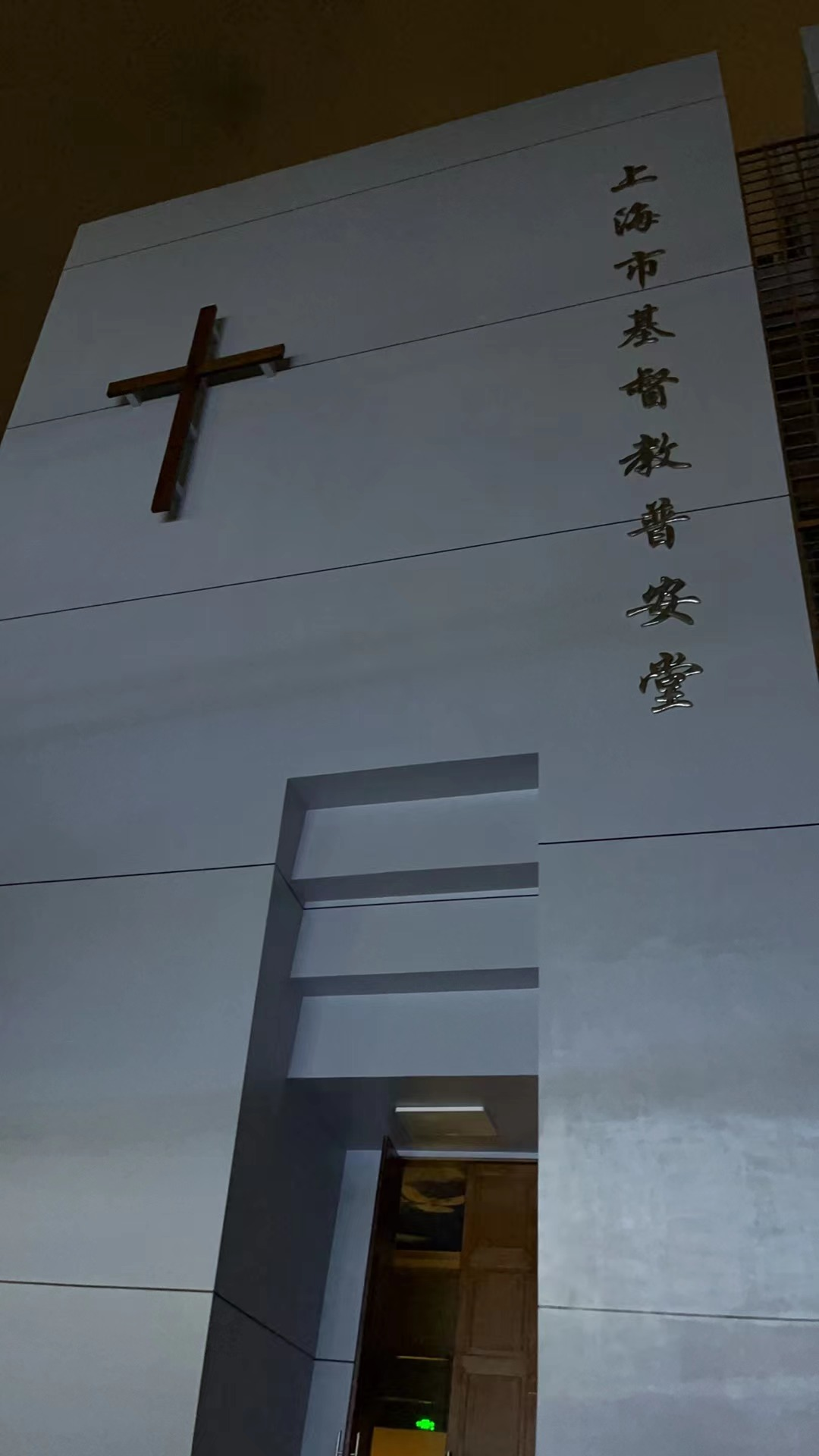
上海市基督教普安堂

普安堂最初是美國聖公會信徒於1924年在吳淞建立的教會。後由美国建筑工人杜华德於1930年代搬遷至闸北大洋桥。抗日战争初期，大洋橋的教堂被炸毀，教堂遷至上海公共租界内的东京路（今昌化路）935号，有4间房屋，约80平方米，信徒百余人，教堂改名為全备福音堂。1946年（一說1948年）购买中山北路1907号农田，建造了246平方米的礼拜堂，信徒发展到300人。
1950年代，杜华德回美国，全备福音堂由华人牧师管理。1958年，实行联合礼拜，该堂被保留，圣灵堂、天恩堂、证思堂并入。1966年文化大革命开始，全备福音堂被关闭，改作他用。
1983年1月，全备福音堂恢复聚会，并改名基督教普安堂。主任牧师为蔡同富。1990年，全区3000多教徒中，有2000多人在该堂进行宗教活动。
1999年，普安堂在中山北路贫民村改造中被拆除，直到2004年7月21日，建成一座建筑面积约2000平方米的现代化教堂，外观寓意挪亚方舟。